# Кломіпрамін
Кломіпрамін (лат. Clomipraminum, англ. Clomipramine) — синтетичний лікарський засіб, що належить до неселективні інгібітори зворотного нейронального захоплення моноамінів та до групи трициклічних антидепресантів, що застосовується як перорально, так і парентерально. Кломіпрамін уперше синтезований у 1961 році в лабораторії компанії «Ciba-Geigy» (яка натепер є підрозділом компанії «Novartis»), та запатентований у 1963 році.

## Фармакологічні властивості
Кломіпрамін — лікарський засіб, що належить до групи трициклічних антидепресантів. Механізм дії препарату полягає в інгібуванні зворотнього нейронального захоплення медіаторних моноамінів, зокрема норадреналіну та більш виражено серотоніну, що спричинює накопичення нейромедіаторів у синаптичній щілині, посилення постсинаптичної імпульсації, зниження функціональної активності бета-адренорецепторів та серотонінових рецепторів головного мозку, наслідком чого є нормалізація адренергічної та серотонінових систем мозку та відновлення їх рівноваги, що призводить до купування депресивних станів. Кломіпрамін має виражену тимоаналептичну дію, та має також зовсім незначний стимулюючий ефект на центральну нервову систему, значно нижчий, чим у інших представників трициклічних антидепресантів, зокрема іміпраміну. Препарат має також м-холінолітичну дію, альфа-адреноблокуючу дію, та незначну антигістамінну активність. Кломіпрамін застосовується для лікування депресивних станів різної етіології, обсесивно-компульсивних розладах, фобіях, панічних розладах, при енурезі в дітей, а також при хронічному больовому синдромі.

### Фармакокінетика
Кломіпрамін швидко й добре всмоктується після перорального застосування, проте біодоступність препарату становить лише 50 % у зв'язку із ефектом першого проходження препарату через печінку. Максимальна концентрація кломіпраміну в крові досягається протягом 1,5—4 годин після перорального застосування. Препарат добре (на 97—98 %) зв'язується з білками плазми крові. Кломіпрамін добре проникає через гематоенцефалічний бар'єр, через плацентарний бар'єр, та виділяється в грудне молоко. Метаболізується препарат у печінці з утворенням активного метаболіту — дезметилкломіпраміну. Виводиться кломіпрамін із організму у вигляді метаболітів переважно із сечею, частково із калом. Період напіввиведення препарату коливається від 19 до 37 годин, активного метаболіту в середньому 69 годин, при порушеннях функції печінки або нирок цей час може збільшуватися.

## Показання
Кломіпрамін застосовують при депресіях різної етіології, панічних атаках, обсесивно-компульсивних розладах, фобіях, при енурезі в дітей, а також при хронічному больовому синдромі.

## Побічна дія
При застосуванні кломіпраміну можуть спостерігатися наступні побічні ефекти:
- Алергічні реакції — шкірний висип, свербіж шкіри, кропив'янка, фотодерматоз, підвищена пітливість, гарячка, алергічний пневмоніт, алопеція.
- З боку травної системи — нудота, блювання, діарея або запор, жовтяниця, сухість у роті, печія, порушення апетиту, біль у животі, гепатит.
- З боку нервової системи — підвищена стомлюваність, головний біль, загальна слабкість, неспокій, дезорієнтація, збудження, маніакальні та гіпоманіакальні стани, агресивність, порушення пам'яті, посилення депресії, деперсоналізація, галюцинації, периферична нейропатія, безсоння, нічні кошмари, судоми, підвищення внутрішньоочного тиску, серотоніновий синдром.
- З боку серцево-судинної системи — порушення провідності (подовження інтервалу QT, комплексу QRS, AV-блокада, блокади ніжок пучка Гіса), аритмії, тахікардія, ортостатична гіпотензія, артеріальна гіпертензія.
- З боку ендокринної системи — гінекомастія, збільшення молочних залоз, галакторея, зниження лібідо, зниження потенції, синдром неадекватної секреції антидіуретичного гормону.
- Інші побічні ефекти — затримка сечі, рабдоміоліз, місцеві реакції після парентерального введення.
- Зміни в лабораторних аналізах — лейкопенія, агранулоцитоз, тромбоцитопенія, еозинофілія.

## Протипокази
Кломіпрамін протипоказаний при підвищеній чутливості до препарату, одночасному лікуванні інгібіторами моноамінооксидази, антиаритмічними препаратами, лінезолідом, моклобемідом, нещодавно перенесеному інфаркті міокарду, важких порушеннях провідності серця або важких порушеннях ритму, затримці сечі, закритокутовій глаукомі, гострій алкогольній інтоксикації, інтоксикації снодійними або седативними засобами, доброякісній гіперплазії передміхурової залози, гострій затримці сечі, маніакальному стані, паралітичній кишковій непрохідності, важкій печінковій або нирковій недостатності, у І триместрі вагітності та годуванні грудьми, дітям до 6 років у таблетках та до 12 років у ін'єкційній формі.

## Форми випуску
Кломіпрамін випускається у вигляді ампул по 2 мл 1,25 % розчину; таблеток і драже по 0,01; 0,025 і 0,075 г; желатинових капсул по 0,025; 0,05 і 0,075 г.